# Sky Wings
Sky Wings – byłe greckie czarterowe linie lotnicze z siedzibą w Atenach. Głównym węzłem był Port lotniczy Ateny.
W grudniu 2012 roku linia zaprzestała wszelkich operacji.

## Flota
| Samolot                      | Samolot  | Okres dostawy | Okres wycofania |
| Model                        | Wycofane | Okres dostawy | Okres wycofania |
| ---------------------------- | -------- | ------------- | --------------- |
| Airbus A320-200              | 1        | 2012          | 2013            |
| Boeing 757-200               | 1        | 2009          | 2010            |
| British Aerospace Avro RJ100 | 4        | 2011          | 2012            |
| McDonnell Douglas MD-82      | 2        | 2007-2010     | 2008-2011       |
| McDonnell Douglas MD-83      | 4        | 2007-2009     | 2007-2013       |
| Łącznie                      | 12       |               |                 |